# Simon István (építész)
Simon István (Makó, 1938 –) magyar építészmérnök.

## Szakmai tevékenysége
1961-ben, diplomájának megszerzése után a  BUDAPEST, XIV ker. Tanács Vb. építési osztályán építési előadó, majd csoportvezető főmérnök volt 1966-ig. A következő 10 évben a KÉV METRO-nál üzemszervező mérnök, később pedig beruházási osztályvezető lett. 1976-tól az Építőipari és Díszítőművészeti Szakiskolában mérnök-tanárként tevékenykedett, majd műszaki igazgatóhelyettes lett 1991-2003-ig pedig igazgató volt. Közben okleveles építész mérnök-tanár képesítést is szerzett a Gépészmérnöki Karon. Szakmai tevékenységét a KÉV METRO-nál részben korszerű szervezési módszerek bevezetése jelentette az építőipari tevékenységek körében, valamint a szakmai újdonságnak számító technológiai gépparkok beszerzése és üzembe helyezése. Az ÉDISZ-nél munkáját az építőipari szakmák oktatása és azok programjainak korszerűsítése jelentette. Vezetőként bővítette az iskola képzési körét is. 2003-tól nyugdíjas. Alapító tagja a Porta Speciosa Egyesületnek. 1995 és 2010 között elnökségi tag. 1997-től 2010-ig az építőipari, építőanyag-ipari és faipari szakmacsoportokban szakképzési szakértő és vizsgabizottsági elnökként is tevékenykedett.

## Főbb tevékenységi körei
- Alapító tagja a Porta Speciosa Egyesületnek, 1995-2010 között elnökségi tag.
- 1997-2010: az építőipari, építőanyag-ipari és faipari szakmacsoportokban szakképzési szakértő,
- Szakmai vizsgabizottsági elnök.